# MeetYourMakers
MeetYourMakers (MYM) wurde im Jahr 2000 gegründet und galt als eine der besten E-Sport-Organisationen der Welt. MeetYourMakers wurde vom Leipziger Unternehmen FIO Systems AG übernommen und Ende des Jahres neu eröffnet. Inzwischen wurde MeetYourMakers zur MeetYourMakers GmbH, mit Sitz in Bensheim, umgemeldet. MeetYourMakers wurde mit diesem Schritt zu einer eigenständigen Gesellschaft. Im Jahr 2024 erfolgte unter neuer Leitung und mit neuem Hauptsitz in Hamburg eine Neuausrichtung der Organisation.

## Geschichte
Im Jahr 2000 gründete der Däne Mark Peter „Mercy“ Fries die Organisation MeetYourMakers, die 2001 das erste Mal öffentlich in Erscheinung trat. 2002 wurde der Entschluss gefasst, MeetYourMakers zu einer professionellen Organisation umzubauen.
2006 wurde die Organisation MeetYourMakers von Investoren aufgekauft. Diese Investoren gründeten zusammen mit den ehemaligen Besitzern das Unternehmen Regroup eSports A/S, welches am 16. Juli 2008 in ESNation A/S umbenannt wurde. Anfang August 2006 trat MYM der Vereinigung G7 Teams bei.
Die Warcraft-III-Abteilung galt zu dieser Zeit als Flaggschiff von MeetYourMakers. Sie erreichte viele hohe Platzierungen in diversen internationalen Ligen und Turnieren, wie beispielsweise in der ESL WC3L Series, der NGL ONE und den World Cyber Games. Seit Februar 2006 stand der koreanische Profispieler Jang „Moon“ Jae-ho bei MeetYourMakers unter Vertrag. Er galt als bestbezahlter Warcraft-III-Spieler der Welt mit einem Vertrag über geschätzt 500.000 US-Dollar. Anfang 2008 wechselte zudem der Niederländer Manuel „Grubby“ Schenkhuizen zu MYM.
Ende 2007 verpflichtete MeetYourMakers, nach mehreren gescheiterten Versuchen in der Counter-Strike-Szene Fuß zu fassen, die amtierenden World-Cyber-Games-Weltmeister von PGS Gaming. Das neue Team gewann 2008 den Electronic Sports World Cup.
Anfang 2009 löste MYM die Teams für Warcraft III und Starcraft auf.
Am 1. August 2009 kaufte das Leipziger IT-Unternehmen FIO Systems AG MeetYourMakers, wenige Wochen später wurde die Organisation mit neuen Mannschaften in Warcraft III, Counter-Strike und Warcraft III DotA wiedereröffnet.
Am 6. Juni 2012 wurde MeetYourMakers von der FIO Systems AG an einen privaten Investor verkauft und als GmbH angemeldet.
2014 besaß MeetYourMakers Teams in Fifa, Hearthstone, Heroes of the Storm und Battlefield 4. Im Dezember 2014 übernahm MYM das LCS-Team Supa Hot Crew.
Im Jahr 2024 erfolgte unter neuer Leitung und mit neuem Hauptsitz in Hamburg eine Neuausrichtung der Organisation.

## Aktive und ehemalige Spieler (Auszug)

### Counter-Strike
ehemalige Spieler
- Filip „Neo“ Kubski (2007–2009)
- Wiktor „Taz“ Wojtas (2007–2009)
- Jakub „kuben“ Gurczynski (2007–2009)
- Mariusz „Loord“ Cybulski (2007–2009)
- Lukasz „LUq“ Wnek (2007–2009)
- André „BARBARR“ Möller (2009–2010)
- Marcus „Delpan“ Larsson (2009–2010)
- Faruk „pita“ Pita (2009–2010)
- Marcus „zet“ Sundström (2009–2010)
- Andreas „MODDII“ Fridh (2010)
- Michail „Dosia“ Stoljarow (2010)
- Sergey „Fox“ Stolyarov (2010)
- Dimitry „hooch“ Bogdanov (2010)
- Andrei „XomA“ Mironenko (2010)
- Roman „RoOMJkE“ Makarov (2010)

### Counter-Strike: Global Offensive
ehemalige Spieler
- Jacek „minise“ Jeziak (2013–2014)
- Paweł „innocent“ Mocek (2013–2014)
- Bartosz „Hyper“ Wolny (2013–2014)
- Piotr „peet“ Ćwikliński (2013–2014)
- Mariusz „Loord“ Cybulski (2013–2014)

### Starcraft II
ehemalige Spieler
- Carlo „ClouD“ Giannacco (2010–2011)
- Kim „SaSe“ Hammar (Jan.–Jul. 2011)
- Daniel „XlorD“ Spenst (2011–2012)

### Warcraft III
ehemalige Spieler
- Jang „Moon“ Jae-ho (2006–2009)
- Manuel „Grubby“ Schenkhuizen (2008–2009)
- Pedro „LucifroN“ Moreno Durán (2009–2010)

### League of Legends
ehemalige Spieler
- Kadircan „Kadir“ Mumucuoğlü (2015)
- Jakub „Kubon“ Turewicz (2012–2014)
- Konrad „Mokatte“ Kukier (2012–2014)
- Krystian „Czaru“ Przybylski (2012–2014)
- Marek „Makler“ Kukier (2012–2014)
- Marek „Libik“ Kręgiel (2012–2014)
- Marcin „Selfie“ Wolski (2014–2015)
- John „RightClickToWin“  (2014–2015)
- Rasmus „MrRalleZ“ Skinneholm (2014–2015)
- Ömer „Silphi“ Efe(2015)
- Aral „Halpern“ Norman (2015)
- Mert „React“ Gül(2015)
- Samuel „S4mpe“ Persson (2015)
- Johan „Klajbajk“ Olsson (2015)
- Harun „Revyls“ Yavuz (2015)

### FIFA 14
ehemalige Spieler
- Jan „Sneijder“ Zimmermann (2013–2014)
- Benedikt „Salz0r“ Saltzer (2012–2014)
- Jannik „Era“ Huber (2012–2014)
- Terence „CarLsberg45“ Nieswandt (2014)

### Hearthstone
ehemalige Spieler
- Tobias „Kunzi“ Kunzweiler (2014)
- Dima „Rdu“ Radu (2014–2015)
- Thijs „ThijsNL“ Molendijk (2014)
- Anton „Semijew“ Holm Klang (2014)
- Jan „Skip“ Birkemeyer (2014)

### Battlefield 4
ehemalige Spieler
- Oskar „sayo“ Pieliński (2014)
- Kenneth „PUNCHRULLE“ Persson (2014)
- Leo „duckieChan“ Nordling (2014)
- James „Waffy“ Totty (2014)
- Markus „Flaxe“ Sterner (2014)

### Ravenshield .de Squad (ehemals GhostForces)
ehemalige Spieler
- Stephan „Smile“ Scholz (2003–2004)
- Markus „Army“ Stefanko (2003–2004)
- Eric „Sanchez“ Bieler (2003–2004)
- „Darkwarrior“ (2003–2004)
- „Wolf“ (2003–2004)

## Erfolge (Auszug)

### Counter-Strike
- World Cyber Games 2006: Top 8
- CPL Finals 2006: 2. Platz
- ESL Intel Extreme Masters I: Top 8
- Samsung Euro Championship 2007: 3. Platz
- Samsung Euro Championship 2008: 2. Platz
- Electronic Sports World Cup 2008: 1. Platz
- ESL Intel Extreme Masters III GC Dubai: 2. Platz

### Warcraft III
- zweifacher WC3L-Meister (Seasons IX, XIII)
- dreifacher WC3L-Vizemeister (Seasons VIII, X, XII)
- dreifacher NGL-ONE-Meister (Seasons 2006, 2007, 2007/2008)
- NGL-ONE-Vizemeister (Season 2006/2007)
- Electronic Sports World Cup 2006: 1. Platz – Noh „Lucifer“ Jae-Wook
- International eSports Tournament 2006: 1. Platz – Jang „Moon“ Jae-ho
- World Cyber Games 2007: 3. Platz – Jang „Moon“ Jae-ho
- ESL Intel Extreme Masters II: 3. Platz – Manuel „Grubby“ Schenkhuizen
- ESWC Masters of Paris 2008: 1. Platz – Jang „Moon“ Jae-ho
- World Cyber Games 2008: 1. Platz – Manuel „Grubby“ Schenkhuizen
- World Cyber Games 2008: 2. Platz – Jang „Moon“ Jae-ho

### League of Legends
- ESL Intel Extreme Masters VII GC Singapur: 1. Platz
- ESL Intel Extreme Masters VII GC Köln: 3. Platz
- ESL Intel Extreme Masters VII GC São Paulo: 3. Platz

### Battlefield 4
- ESL ONE Winter 2013: 1. Platz
- ESL ONE Summer 2014: 3. Platz